# 아뫼르 부아자
아뫼르 부아자(아랍어: هامور بوعزة, 1985년 2월 22일 ~ )는 알제리의 전 축구 선수이다.

## 경력
아뫼르 부아자는 2003년 왓퍼드 소속 선수로 성인 무대에 데뷔하였다. 당시 왓퍼드에는 뛰어난 유망주인 애슐리 영이 뛰고 있었고 아뫼르 부아자도 그 중 하나였다. 2005-06 시즌 스윈던 타운으로 임대되어 13경기 2골을 기록하기도 하였다. 시즌이 끝난 후 왓퍼드로 복귀하였고, 그의 활약상에 힘입어 2006-07 시즌이 끝난 뒤 왓퍼드는 프리미어리그로 승격하였으나, 프리미어리그에서의 거친 경쟁을 이겨내지 못하고 다음 시즌 챔피언십리그로 강등되었다.
팀이 강등된 뒤 아뫼르 부아자는 풀럼의 관심을 받아 풀럼으로 이적하는데 성공하지만 주전이 되지 못하고, 찰턴 애슬레틱과 버밍엄 시티로 임대를 떠났다. 하지만, 선발로 투입되지 못하고 벤치에서 머물기 일쑤였다. 풀럼으로 돌아온 뒤, 부아자는 첫 골을 목표로 크레이븐 코티지에서 벌어진 맨체스터 시티전에 출장했다. 하지만 주전 자리를 잡는 데 실패하여 2009년 터키 수페르리그의 시바스스포르로 이적하였으나 단 한 경기도 뛰지 못한 채 블랙풀 FC로 이적하였다. 부아자는 블랙풀에서 19경기 1골을 기록했으며 2010년에 리그 1의 AC 아를 아비뇽으로 이적했다.